# Stenellipsis cruciata
Stenellipsis cruciata là một loài bọ cánh cứng trong họ Cerambycidae.